# دوغ أتكينز
دوغ أتكينز (بالإنجليزية: Doug Atkins)‏ هو لاعب كرة قدم أمريكية أمريكي، ولد في 8 مايو 1930 في همبولت في الولايات المتحدة، وتوفي في 30 ديسمبر 2015 في نوكسفيل في الولايات المتحدة.

## وصلات خارجية
- دوغ أتكينز على موقع سبورتس رفرنس (الإنجليزية)
- دوغ أتكينز على موقع كلية كرة السلة في سبورتس رفرنس.كوم (الإنجليزية)
- دوغ أتكينز على موقع ريلجم (الإنجليزية)
- دوغ أتكينز على موقع مرجع كرة القدم المحترفة.كوم (الإنجليزية)
- دوغ أتكينز على موقع قاعة تينيسي للمشاهير الرياضية (الإنجليزية)
- دوغ أتكينز على موقع إن إن دي بي (الإنجليزية)